# カンバーランド道路

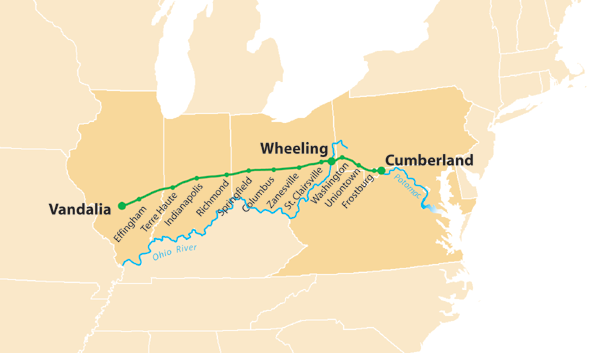
カンバーランド道路の経路図、完工は1839年

カンバーランド道路は現在アメリカ国道40号線の一部となっている

カンバーランド道路（カンバーランドどうろ、英:Cumberland Road、またはナショナル道路、英:National Road）は、アメリカ合衆国連邦政府によって建設された初期主要改良道路の1つである。建設は1811年にメリーランド州のポトマック川沿いの街カンバーランドで始まった。その後アレゲーニー山脈とペンシルベニア州南西部を越え、1818年にバージニア州（今日ではウェストバージニア州）のオハイオ川沿いホイーリングに達した。計画ではミズーリ州セントルイスを抜けてミシシッピ川のジェファーソンシティまで達する予定だったが、予算が尽きて1839年にイリノイ州バンダリアで工事が止まった。
カンバーランド道路とボルティモアを繋ぐ一連の有料道路が1824年に完成し、カンバーランド道路の東部延伸部と呼ばれるものを形成した。1835年、ホイーリングより東側の道路は有料道路として運営を各州に任されることになった。この道路はナショナル・パイクと呼ばれるようになり、ボルティモアまでの延伸部にもこの名前が当てられた。
約620マイル (1000 km) のこの道路はポトマック川とオハイオ川を繋ぎ、数多い開拓者達にとって西部への入り口となった。新しいマカダム舗装を使ったことではアメリカ合衆国で最初の道路だった。今日、その経路の大半はアメリカ国道40号線となっている。ボルティモアへの東部延伸部とセントルイスへの西部延伸部を含め、2002年にアメリカ合衆国運輸長官ノーマン・ミネタによって、この道路全体が「歴史ある国道」すなわちオールアメリカンロードに指定された。

## 歴史

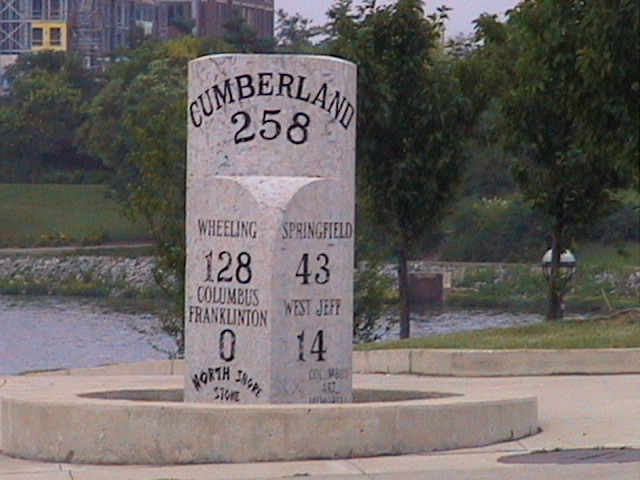
カンバーランド道路沿いには今でもマイルストーンが見られる。この写真のものはオハイオ州コロンバスにある。

1751年にカンバーランドとオハイオ川の分岐点（後にペンシルベニア州ピッツバーグとなった場所）の間に、オハイオ会社によってブラドック道路が開かれた。この道路は、フレンチ・インディアン戦争の時に、エドワード・ブラドック将軍とジョージ・ワシントンがフランスの領有するデュケーヌ砦を強襲しようとしたブラドック遠征に使われたので、この名前がついた。
カンバーランド道路の建設は1806年3月29日にトーマス・ジェファーソン大統領によって承認された。カンバーランド道路はポトマック川とオハイオ川の間を旅するために、ペンシルベニア州ユニオンタウンの東まではブラドック道路と同じ経路を辿り、これに置き換わるものだった。そこからはブラドック道路が北のピッツバーグ方面に折れたのに対し、カンバーランドはやはりオハイオ川沿いではあるが、更に西のホイーリング（当時はバージニア州）に向かった
新しいマカダム舗装道路の建設は1811年11月20日にカンバーランドで始まり、1818年8月1日にホイーリングに達した。1820年5月15日、アメリカ合衆国議会はミシシッピ川まで直接繋ぐためにセントルイスまでの延伸を承認し、1825年3月3日にはさらにジェファーソンシティまでの延伸を承認した。この延伸のためには既にホイーリングとゼインズビルの間に存在したゼインズトレースを利用し、1838年にはオハイオ州コロンバスまでと同州スプリングフィールドまでが完成した。

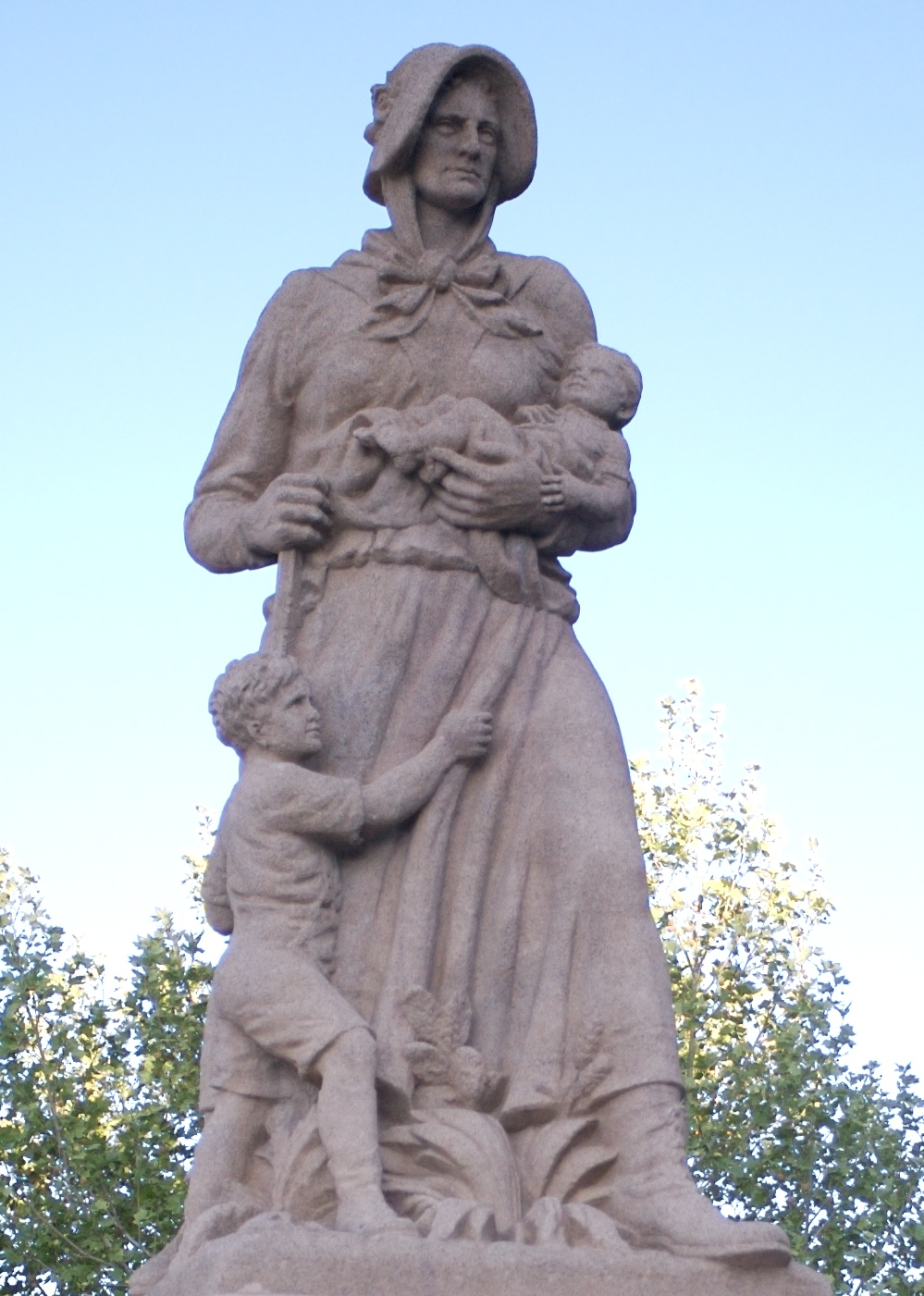
トレイルのマドンナ記念碑

1835年4月1日、ホイーリングから東の部分は各州管轄に移管され、有料道路とされた。アメリカ合衆国政府による最後の予算は1838年5月25日に付けられ、1840年には議会が道路の完成に反対する票決をヘンリー・クレイの決定票で可決した。この時点までに鉄道がより有効なな交通手段であることが明らかになっており、ボルティモア・アンド・オハイオ鉄道は同じ目的、すなわちボルティモアからカンバーランドを経由してホイーリングに至るために建設が行われていた。道路建設は1839年に止められ、インディアナ州とイリノイ州を抜ける部分の大半は未完のままとなり、後に各州に移管された。
1912年、カンバーランド道路は国立オールド・トレイルズ・ロードの一部となるよう選ばれ、東はニューヨーク市まで、西はサンフランシスコ市まで拡張された。トレイルのマドンナ記念碑が古いカンバーランド道路の沿線に5箇所建立された。1927年、この道路はアメリカ国道40号線の一部と指定され、現在でも一部修正が施されただけでカンバーランド道路の経路を通っている。この道路の大半は州間高速道路70号線がバイパスになっているが、メリーランド州西部のハンコックとペンシルベニア州ワシントンの間では、州間高速道路70号線が北寄りのペンシルベニア州ブリーズウッドから同州ニュースタントンまでのペンシルベニア・ターンパイクを通っている。後に州間高速道路68号線がハンコックから西のメリーランド州カイザーズリッジまで古いカンバーランド道路を通り、そこからはカンバーランド道路とアメリカ国道40号線が北西に転じてペンシルベニア州に入っている。メリーランド州内の州間高速道路68号線全体はナショナル・フリーウェイに指定されている。

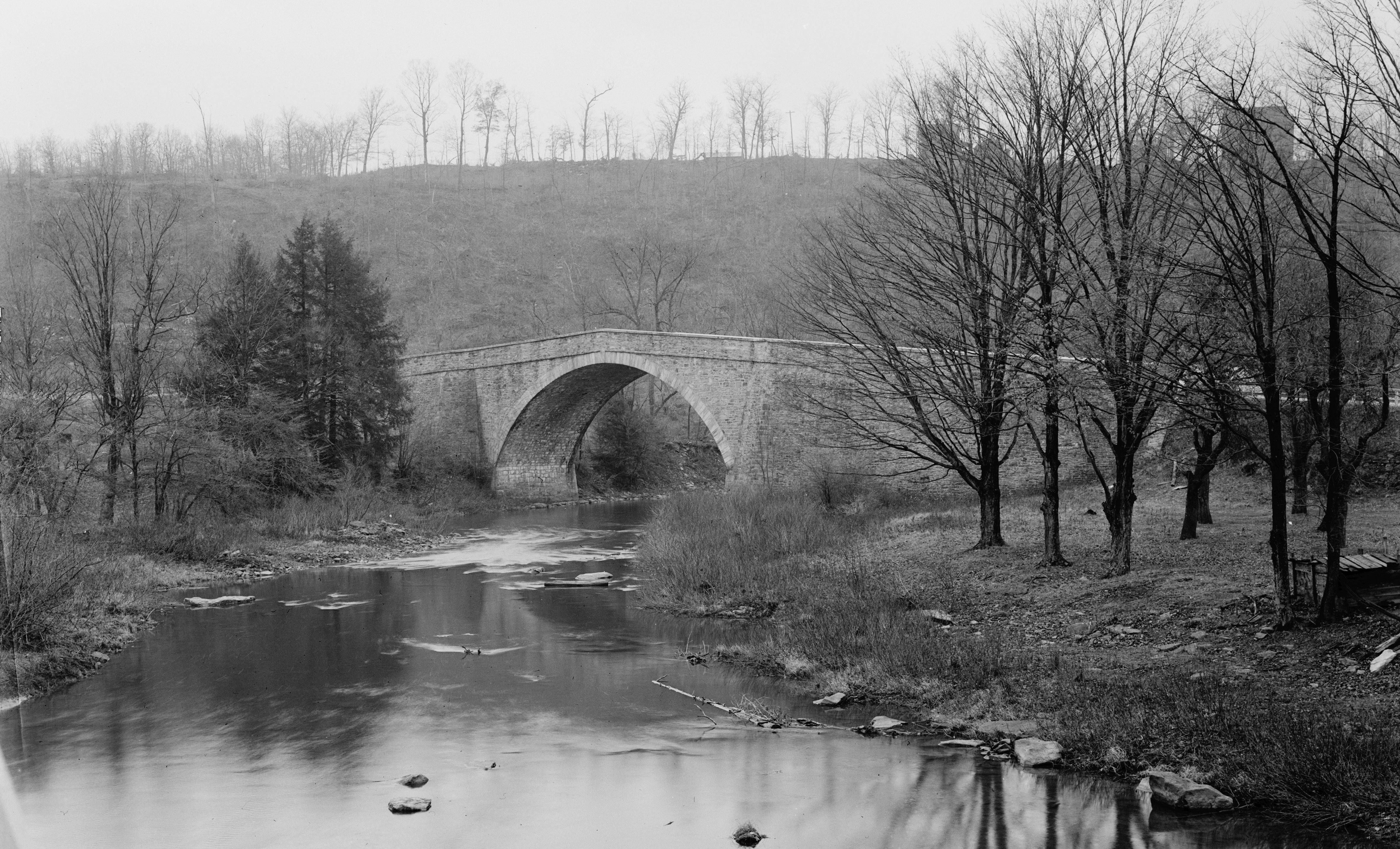
カッセルマン川橋

当初の料金所がメリーランド州ラ・ベイルとペンシルベニア州アディソンに保存されている。古いアーチ橋の多くも元の路線上に残されている。これらの中でも著名なものは、メリーランド州グランツビルに近いカッセルマン川橋であり、1813年から1814年に建設され、当時単一径間石造アーチ橋としては世界最長だった。オハイオ川に架かるホイーリングの吊り橋は1849年に開通し、今も古い道路沿いにある。
カンバーランド道路沿いにある下記建造物はアメリカ合衆国国家歴史登録財に登録されている。
- メリーランド州内、元メリーランド州道44号線、同165号線、アメリカ国道40号線、同代替線、およびシーニック・アメリカ国道40号線沿いのマイルストーン幾つか
- メリーランド州カンバーランドとグランツビルにある宿屋数軒
- グランツビルにあるカッセルマン川橋
- ペンシルベニア州アディソンにあるピーターズバーグ料金所
- ペンシルベニア州ユニオンタウンにあるシーライツ料金所
- ペンシルベニア州ワシントンに近いワシントン郡にあるS橋
- ウェストバージニア州内のマイルストーン8、9、10、11、13および14
- ホイーリングにあるナショナル道路回廊歴史地区
- ホイーリングの吊り橋
- オハイオ州ケンブリッジの一部道路
- インディアナ州マウントオーバーンにあるハドルストン農家
- インディアナ州のジェイムズ・ホイットコーム・ライリーの家
- イリノイ州マーシャルに近い古い石造アーチ[3]

## 経路
カンバーランド道路が最も延伸された時の西の終点はイリノイ州カスカスキア川のバンダリアであり、現在のアメリカ国道51号線と同40号線の交差点近くである。この道路は現在のアメリカ国道40号線に沿ってイリノイ州中南部を東に進む。さらにアメリカ国道40号線に沿ったままインディアナ州に入り、テレホートやインディアナポリスといった都市を過ぎる。インディアナポリス市内ではウェスト・ワシントン通りとイースト・ワシントン通りに沿った当初のアメリカ国道40号線の経路を辿る（現在のアメリカ国道40号線は州間高速道路465号線に沿っている）。インディアナポリスの東はオハイオ州に入る前にリッチモンドを通る。オハイオ州内では、現在のアメリカ国道40号線を辿り、デイトンやコロンバス市の北郊外を抜ける。ゼインズビルの西では、現在のアメリカ国道40号線が当初の経路を辿るのに対し、当初の道路の部分が今でも見出すことができる。オールド・ワシントンとモリスタウンの間では、当初の道床が州間高速道路70号線に覆われている。つづいて東行を続け、オハイオ川を渡ってウェストバージニア州のホイーリングに入る。ホイーリングは初めて舗装道路ができたときの西の終点だった。ウェストバージニア州内を15マイル (24 km) 走った後に、ペンシルベニア州に入る。ペンシルベニア州の南西部を横切り、約90マイル (144 km) 南東に向かって、メリーランド州に入る。カイザーズリッジの東ではアメリカ国道40号線代替路を辿り、カンバーランド市に至る（現在のアメリカ国道40号線は州間高速道路68号線を辿る）。カンバーランドは当初の道路の東端だった。19世紀半ば、ボルティモアまでの有料道路すなわち、現在のメリーランド州道144号線に沿ってハンコックまで、アメリカ国道40号線に沿ってヘイガーズタウンまで、アメリカ国道40号線代替路に沿ってフレデリックまで、さらに再びメリーランド州道144号線に沿ってボルティモアに至る道路が承認された。この承認過程はこの道路を有名にしていた当初のマカダム舗装を外したために熱い議論となった。